# 2001년 삼성 라이온즈 시즌
2001년 삼성 라이온즈 시즌은 삼성 라이온즈가 KBO 리그에 참가한 20번째 시즌이다. 
김응용 감독이 팀을 이끈 첫 시즌으로, 김태균이 주장을 맡았으며 김응용 감독에 앞서 향토 출신인 이광환 감독이 김용희 감독 후임 물망에 올랐으나  고교(중앙고) 때부터 서울로 이주해 선수단 장악력이 문제가 될 것이란 부정적인 시각 때문에 탈락했다.
이광환은 한화 (빙그레 포함) 5대 감독으로 취임했으며 이광환 감독의 부임 과정에서 한화 코치로 발탁된 배대웅이  1999년 시즌 후 삼성 감독 물망에 거론됐지만 "한 번 버린 사람은 다시 쓰지 않는" 삼성 스타일 때문에 좌절됐다.
구단은 8팀 중 정규시즌 1위에 오르며 5년 연속으로 포스트시즌에 진출했다.
그러나 쓸만한 좌완투수의 부재를 극복하지 못한 채 한국시리즈에서 두산 베어스에게 충격적인 업셋을 당하며 2승 4패로 준우승에 머물렀다.
또한 마무리로 영입한 리베라가 201CM의 장신에서  나오는 빠른 강속구로 6월 초에 20세이브를 돌파하는 등 삼성의 뒷문을 지켰음에도 전반기에만 58.1이닝을 던질 정도로 김응용 감독에 의해 혹사를 당했으며 6월 말부터 직구 구속이 120KM까지 하락하는 등 구위가 급격히 떨어져 난타당한다.
리베라는 올스타 브레이크 도중 미국에서 허리 디스크 진단을 받아 7월 19일 웨이버 공시됐는데 리베라에 대신하여 좌완 선발투수 보강을 위해  베니토 바에스를 영입할 예정이었지만  바에스가 계약 직전 메이저리그(플로리다 말린스) 스프링캠프에 합류하여 무산됐고 이 과정에서 마무리 임창용이 선발로 보직을 변경했다.
결국  선발로 뛰어 온 김진웅이 임창용의 공백을 매우려 마무리로 보직 변경됐으나 한국시리즈에서 난타당하는 아픔을 겪었다.
그에 대한 충격 탓인지 김진웅은 다음 해인 2002년 4월 10일 롯데를 상대로 9회말 2사 후 최다점수차 역전패란 참사를 일으키는 등 시즌 초 극심한 부진을 보였고 다시 선발로 보직을 변경했지만 1승(완봉승) 밖에 거두지 못했으며 부상까지 겹쳐 중도아웃당하는 수모를 겪었다.
이후 쓸만한 좌완투수 부재를 극복하지 못한 데다 용병 거포의 부재 탓인지 한국시리즈에서 두산 베어스에게 충격의 업셋을 당하며  2승 4패로 준우승에 머무른 삼성은 다음 해인 2002년에 좌타자 루크를 영입했다.
루크는 같은 해 미국 애리조나 전지훈련에서 어깨부상을 당하여  훈련을 제대로 받지 못했으며  2월 26일부터 3월 8일까지 참가한 일본 이스턴 리그와의 경기에서도 전체 훈련을 소화하지 못했다. (막판 두 차례 연습경기에서 홈런 3개를  쳤다.
) 시범경기에서는 부상 탓인지 1경기 밖에 출전하지 못했고 급기야 정규시즌이 시작됐음에도 아예 나오지 못하자 2002년 5월 초   웨이버 공시됐으며 루크의 대체자로 들어 온 좌완투수 엘비라가 13승 6패 ERA 2.50으로 한국시리즈 우승에 큰 공을 세워 전화위복이 되기도 했다.
한편, 삼성은 90년대 들어 우승에 대한 조급함에 의해 대구-경북의 지역연고 스타들을 배척하고 타 지역 선수들을 무차별로 끌어들이기 시작했으며 이 과정에서 신동주 김상엽 최익성 정경훈 등이 팀을 떠났고  이들에 앞서 프랜차이즈 스타 장효조 김시진이 트레이드됐으며 삼성 영웅 이만수는 환호 없이 쓸쓸하게 경기장에서 사라지기도 했다.
2001년에는 이승엽을 제외한 주전 야수 8명 전원이 타 지역 선수들로 팀을 이루기도 했으며 그 해 말 양준혁을 재영입했다.

## 코치
- 유남호, 김종모, 류중일, 박흥식, 이선희, 조범현

## 타이틀
- 야구 월드컵 국가대표: 김진웅, 이용훈, 마해영
- KBO MVP: 이승엽
- KBO 골든글러브: 이승엽 (1루수), 김한수 (3루수)
- 일구상 유망선수상: 박한이
- 매직글러브: 이승엽 (1루수), 김한수 (3루수)
- 올드 올스타: 최동원 (투수), 김용철 (1루수), 배대웅 (2루수), 천보성 (3루수)
- 올스타 선발: 임창용 (투수), 이승엽 (1루수)
- 올스타전 추천선수: 김한수, 마르티네스, 갈베스, 김진웅
- 올스타전 홈런레이스 준우승: 이승엽
- 올스타전 홈런상: 이승엽
- 올스타전 선구회 특별상: 이승엽
- 동아닷컴 선정 역대 프로야구 포지션별 베스트 10: 이만수 (포수), 김성래 (2루수), 장효조 (외야수 1위)
- 컴투스프로야구2022 타이틀홀더 라인업: 마해영 (지명타자)
- 컴투스프로야구 벤치클리어링 라인업: 배영수 (선발투수)
- 출장(타자): 마해영 (133)
- 홈런: 이승엽 (39)
- 루타: 이승엽 (280)
- 희생플라이: 마르티네스 (9)
- 승률: 갈베스 (0.714)
- 풋아웃: 이승엽 (996)

### 퓨처스리그
- 장타율: 김인철 (0.580)
- 남부리그 OPS: 김인철 (0.946)
- 안타: 구민호 (67)
- 1루타: 구민호 (51)
- 2루타: 남기헌 (16)
- 남부리그 3루타: 황성관 (5)
- 남부리그 4사구: 남기헌 (35)
- 남부리그 완투: 라형진, 정성훈 (1)
- 남부리그 평균자책점: 정성훈 (2.13)

## 선수단
- 선발투수: 임창용, 갈베스, 배영수, 노장진, 이용훈, 토레스
- 구원투수: 김현욱, 라형진, 전병호, 이강철, 이정호, 정성훈, 이동은, 이성수, 김태한, 박동희, 김상진, 이준호
- 마무리투수: 김진웅, 리베라, 김덕윤, 강영식
- 포수: 진갑용, 김동수, 조상수, 장성국
- 1루수: 이승엽
- 2루수: 정경배, 바에르가, 김수관, 구민호, 김승권
- 유격수: 김재걸, 박정환, 정정오, 김태균
- 3루수: 김한수
- 좌익수: 강동우, 김종훈
- 중견수: 마르티네스
- 우익수: 박한이, 조정권, 김인철
- 지명타자: 마해영, 남기헌, 황성관, 김승관, 김기태, 장영균

## 여담
- 바에르가는 KBO 리그 역대 최초의 푸에르토리코 국적 선수가 되었다.
- 김영진은 시즌 도중 한화 이글스로 이적하여 삼성 라이온즈 사상 통산 최저 WAR(-3.68) 기록을 세웠다.
- 갈베스는 KBO 올스타전 사상 첫 홀드를 기록한 외국인 투수가 되었다.
- 8월 17일 한화 이글스와의 경기에서 이승엽, 마르티네스, 바에르가, 마해영이 KBO 리그 사상 최초의 4타자 연속 홈런을 쳤다.
- 9월 22일 한화 이글스와의 경기에서 양 팀 합산 22개의 볼넷이 나와 KBO 리그 사상 한 경기 최다 볼넷 경기가 되었다.
- 갈베스는 KBO 리그 역대 최초의 외국인 승률왕이 되었다. 또한 역대 KBO 리그 승률왕 중 최초로 규정 이닝을 채우지 못한 케이스이기도 하다.
- 이승엽은 당시 KBO 리그 내 최고 연봉자였다.
- 이 시즌은 삼성 라이온즈가 단일리그 체제에서 정규시즌 1위에 오른 첫 시즌이다.
- 바에르가는 포스트시즌에서 3타수 무안타를 기록하여 KBO 리그 사상 처음으로 단일 포스트시즌 타율 0.000을 기록한 외국인 타자가 되었다.
- 12월 16일 트레이드를 통해 SK 와이번스의 유격수였던 브리또를 영입했다. 이로써 브리또는 KBO 리그 사상 최초로 리그 내 트레이드로 팀을 옮긴 외국인 선수가 되었다.

## 같이 보기
- 2000년 삼성 라이온즈 시즌